# Klon wielkolistny
Klon wielkolistny (Acer macrophyllum Pursh.) – gatunek drzewa z rodziny mydleńcowatych (Sapindaceae). W obrębie rodzaju klasyfikowany do sekcji Lithocarpa i serii Macrophylla. Występuje w zachodniej Ameryki Północnej od Alaski do Kalifornii, często w podszyciu lasów iglastych.

## Morfologia

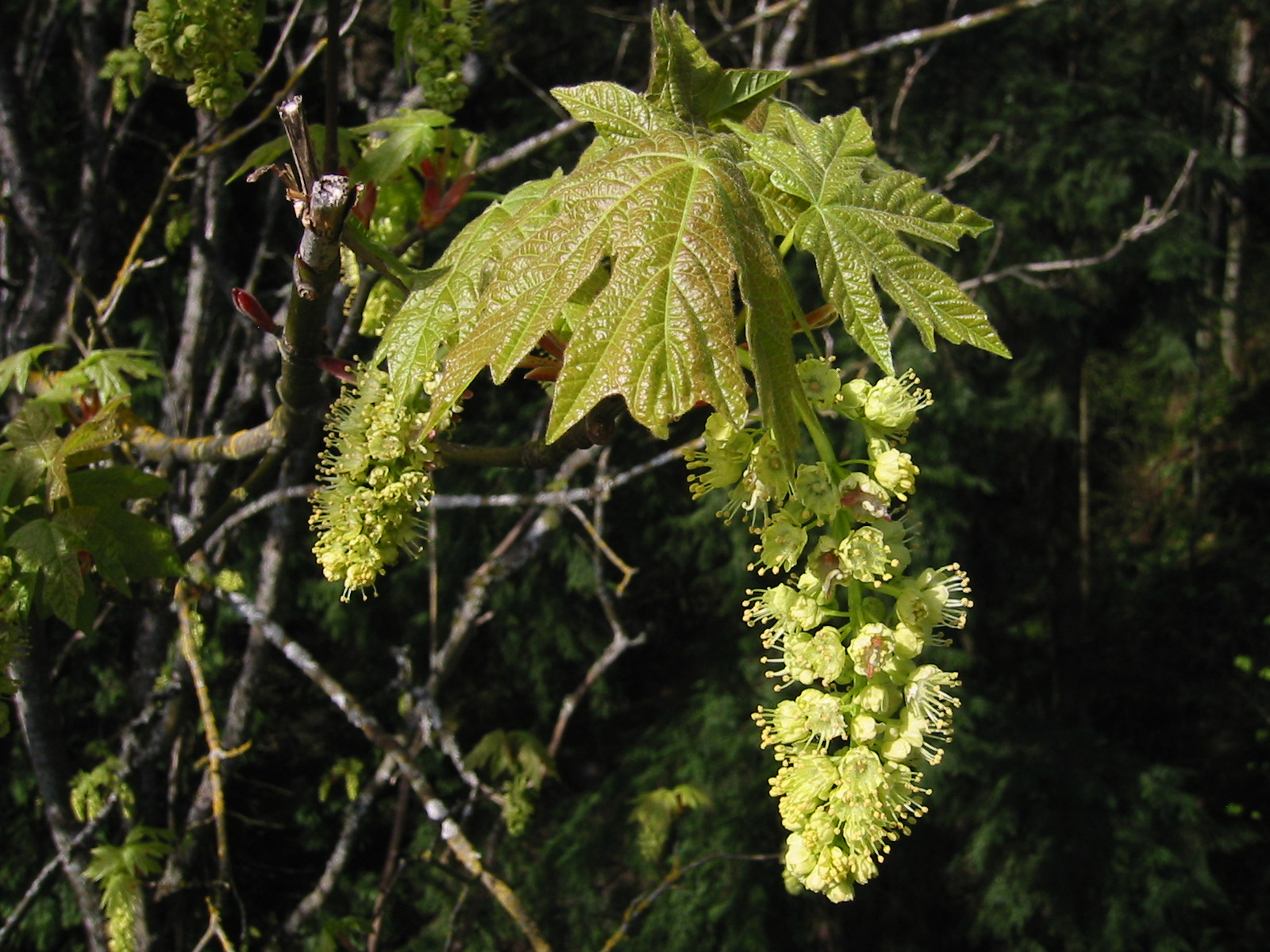
Kwiaty klony wielkolistnego

PokrójDrzewo osiągające do 30 m wysokości.
Liście5 klapowe, szerokie na 20–30 cm, ciemnozielone i błyszczące. Jesienią efektownie przebarwiają się na żółto i pomarańczowo.
KwiatyBladożółte, zgromadzone w wiechach długości do 20 cm.